# Велислав Казаков
Велислав Казаков е български аниматор.

## Биография
Велислав Казаков е роден през 1955 година в София. През 1975 година започва работа в Студия за анимационни филми „София“ като аниматор (вкл. „Кауза пердута“, „Декември“, и няколко епизода с „Тримата глупаци“ на Доньо Донев), впоследствие като режисьор и художник-постановчик на повече от 30 късометражни филма. Също така прави концепцията, постановка, дизайн и анимация на специалните визуални ефекти в игралния филм „13-ата годеница на принца“, 1987 г., реж. Иванка Гръбчева.
През 1983 година създава легендарния анимационен филм „Куку“, вдъхновил създателите на телевизионното предаване „Ку-Ку“..
Завършва ВИТИЗ/НАТФИЗ в първия випуск по Анимационна режисура в класа на проф. Тодор Динов през 1988 година с магистърска степен „Анимация“.
В периода 1991 – 1992 година работи в Лондон, в Richard Williams Studios върху легендарния филм The Thief and the Cobbler.
Премества се в Монреал през 1992 година и работи в разни студия сториборд, лейаут, анимация, тайминг по различни телевизионни сериали, късометражни филми и две пълнометражни продукции.
Дизайн, оформления, афиши и плакати и рисунки.
„Куку Анимейшън“ произвежда филмите Bugging the Bug през 2004 г., „Overcast“ през 2011 г.

## Награди
- 2018 – „Докосване“ – наградата на СБФД на XIII Световния анимационен фестивал във Варна.
- 2012 – филмът Bugging the Bug

- Печели HAFFTube2012 competition – Холандския фестивал за анимационно кино (Holland Animation Film Festival) 
- 2011 – Overcast („Облачно“)

- Награда за най-добър канадски късометражен филм на 35-ия световен филмов фестивал, Монреал, Канада
- Специална награда – Международен фестивал „Златен кукер“, София
- Специално признания – международен фестивал за анимационни филми „Баня Лука“
- Втора награда Silver Brick, Animax Skopje Fest
- 1988 – „Либидо“/Libido

- Голямата награда на студентския филмов фестивал в Мюнхен /Grand Prix, Student Films Festival in Munich, Germany
- 1987 – „Снежанка“/Snow White, по поръчка на Български червен кръст

- Първа награда „Златен медал“ на филмовия фестивал във Варна, България
- 1984 – „Куку“/Cuckoo – награда „Golden Mikeldi“ за анимация, 26th International Short Films Festival в Билбао, Испания.
- 1983 – „Куку“/Cuckoo [3]

- Първа награда в категорията до 5 минути, 3-ти Световен фестивал за анимационни филми, Варна, България
- 1981 – „Саможертва“/Self-Sacrifice

- Награда за дебют, Втори Световен фестивал за анимационни филми, Варна, България

## Режисьорска работа
- „Саможертва“ – 1981, САФ „София“
- „Фокус-Бокус“ – 1982, САФ „София“ за ТВ Хамбург
- „Куку“ – 1983, САФ „София“
- „Снежанка'85“ (по поръчка на Български червен кръст) – 1985, реж. Велислав Казаков
- „Либидо“ – 1988, САФ „София“
- „Каквото било – било“ – 1990, САФ „София“
- „Bugging the Bug“/„Бръмбъзикане“ - 2004, Cuckoo Animation
- „Overcast“/„Облачно“ -2011, Cuckoo Animation
- „Докосване“ – 2018, „Нагуал“